# I've Got a Life
I've Got a Life is een nummer van het Britse muziekduo Eurythmics uit 2005. Het verscheen als nieuw nummer op hun verzamelalbum Ultimate Collection.
Het nummer, met als thema opkomen voor jezelf, werd een bescheiden hit op de Britse eilanden en in Zwitserland. In het Verenigd Koninkrijk bereikte het de 14e positie, waarmee het de eerste keer in vijf jaar werd dat Eurythmics weer in de Britse hitlijsten terechtkwam. "I've Got a Life" was de laatste single die Eurythmics uitbracht. Na het uitbrengen van de single ging het duo uit elkaar, om in 2014 weer tot elkaar te komen.